# ميغان فاهي
ميغان أليكسندرا فاهي (بالإنجليزية: Meghann Fahy) (ولدت في 25 أبريل 1990) ممثلة ومغنية أمريكية، اشتهرت بدورها ناتالي غودمان في نيكست تو نورمال، وعن دور هانا أوكونور في المسلسل أوبرا صابون حياة واحدة للعيش.

## الأعمال

### مسلسلات
| السنة | العنوان     | الدور      |
| ----- | ----------- | ---------- |
| 2025  | صفير الرغبة | ديفن ديويت |

## روابط خارجية
- ميغان فاهي على موقع IMDb (الإنجليزية)
- ميغان فاهي على موقع ألو سيني (الفرنسية)
- ميغان فاهي على موقع ميوزك برينز (الإنجليزية)
- ميغان فاهي على موقع ميوزك برينز (الإنجليزية)
- ميغان فاهي على موقع قاعدة بيانات برودواي على الإنترنت (الإنجليزية)
- ميغان فاهي على موقع قاعدة بيانات الفيلم (الإنجليزية)